# Bickendorf (Nadrenia-Palatynat)
Bickendorf – miejscowość i gmina położona w Niemczech, w kraju związkowym Nadrenia-Palatynat, w powiecie Eifel Bitburg-Prüm, wchodzi w skład gminy związkowej Bitburger Land. Do 30 czerwca 2014 wchodziła w skład gminy związkowej Bitburg-Land. Leży nad rzeką Nims. Liczy 483 mieszkańców (2009).

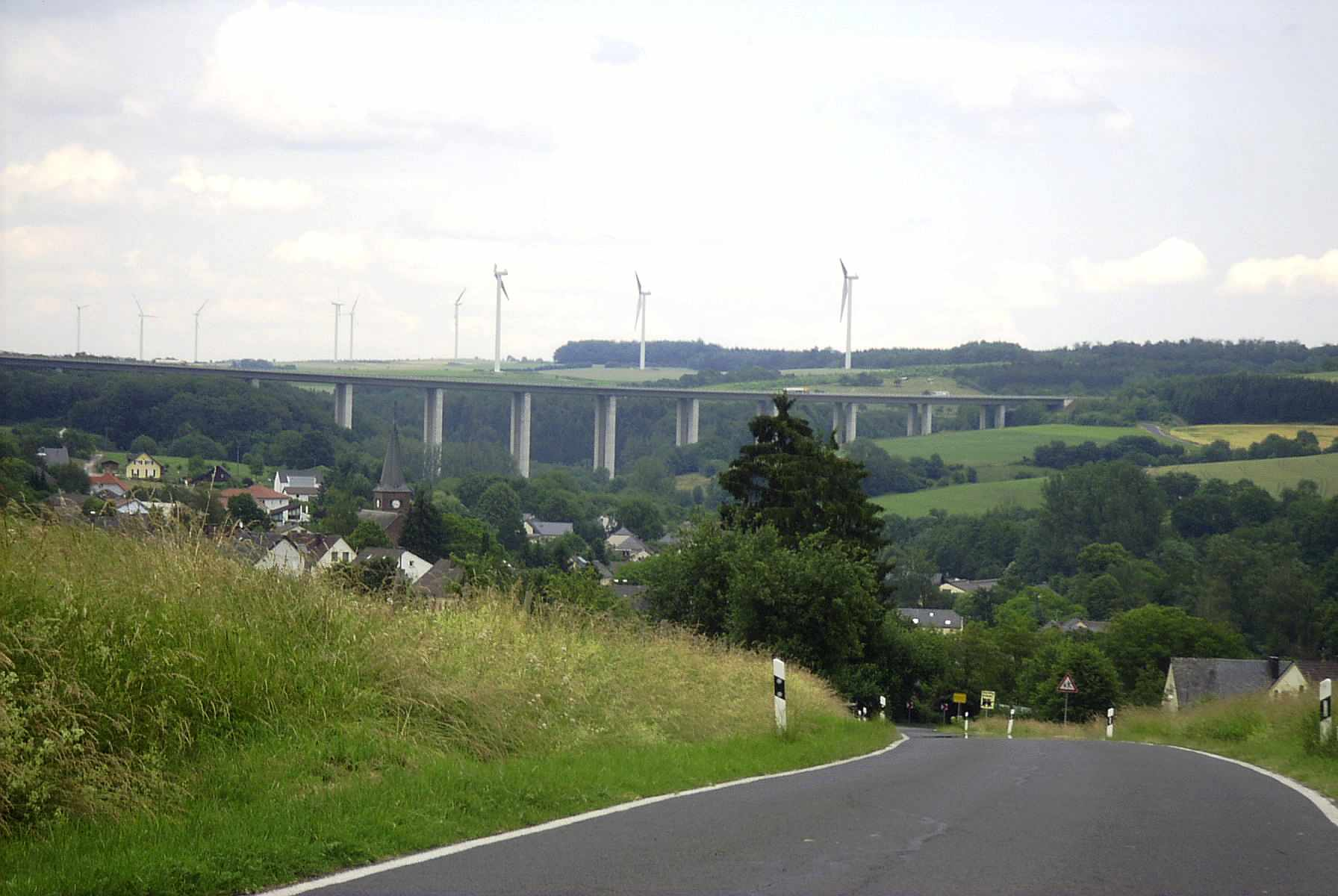
Wiadukt na autostradzie A60 przy Bickendorf